# Jacumirim
O jacumirim (Penelope marail) é uma espécie de ave da família Cracidae.
Pode ser encontrada nos seguintes países: Brasil, Guiana Francesa, Guiana, Suriname e Venezuela.
Os seus habitats naturais são: florestas subtropicais ou tropicais húmidas de baixa altitude.

## Nomes populares
O nome "jacumirim" foi selecionado como nome vernáculo técnico para a espécie pelo Comitê Brasileiro de Registros Ornitológicos.

## Subespécies
São reconhecidas duas subespécies:
- Penelope marail marail (Statius Müller, 1776) - ocorre na região tropical das Guianas e no Leste da Venezuela, ao Sul do Rio Orinoco;
- Penelope marail jacupeba (Spix, 1825) - ocorre no Sudeste da Venezuela e no Norte da Amazônia brasileira ao norte do Rio Amazonas e a Leste do Rio Branco.